# Langzeitdrift
Als Langzeitdrift wird in der Technik die im Laufe der Zeit auftretende Veränderung von Kenngrößen eines Werkstoffes, Bauelementes oder Gerätes bezeichnet, wenn alle möglichen Einflussgrößen konstant geblieben sind, und auch sonst für die Veränderung kein äußerer Grund ersichtlich ist. Beispielsweise bei einer Referenzspannungsquelle kann sich ihr tatsächlicher Spannungswert oder bei einem Verstärker sein Verstärkungsfaktor und zusätzlich sein Nullpunkt im Laufe der Zeit verschieben ohne Einfluss durch andere Variable.
Die Langzeitdrift ist ein Teilaspekt der Drift, wie sie beispielsweise in der Messtechnik vorkommt.

## Abgrenzung
Unter Drift wird vorzugsweise eine langsame Veränderung durch einen äußeren Einfluss verstanden. Beispiele:
- Elektrischer Strom, der als Driftbewegung freier Elektronen unter der Wirkung eines elektrischen Feldes erklärt wird.[1] Dafür lässt sich eine Driftgeschwindigkeit angeben.
- Der Temperatureinfluss auf den Wert einer Referenzspannungsquelle. Da dieser linear und reproduzierbar ist, lässt sich ein Temperaturkoeffizient angeben.[2]
- Durch Wind erzeugte Strömung an der Meeresoberfläche. Sie kann zu einer Abdrift führen, aber auch zu unkontrolliertem Treiben (eines Schiffes) auf dem Wasser.[3]
- Kontinentaldrift. Allerdings sind die verursachenden Kräfte derzeit noch strittig.

Langzeitdrift wird dagegen als eine im Laufe der Zeit (in Minuten, Tagen oder Jahren) eintretende stetige Veränderung eines Signals oder Zustandes trotz konstant gehaltener physikalischer Betriebsbedingungen und ohne bekannte äußere Einwirkungen verstanden.

## Definition
Die Darstellungen in der Literatur sind rar und widersprüchlich.
- Einerseits wird Langzeitdrift infolge Alterung gesehen,[4] so dass zusammenfassend auch Alterungsdrift zu finden ist.[5][6]
- Andererseits werden Langzeitdrift und Alterung unterschieden:[7]
  - Langzeitdrift stellt eine Form von Rauschen dar, ist zufällig oder unvorhersehbar. Es kann keine Garantie über zukünftiges Verhalten angegeben werden.
  - Alterung stellt die langsame Änderung einer Referenzgröße durch Langzeitänderungen für ihren Kennwert dar. Alterung bewirkt langsame Änderung in eine bestimmte Richtung, während Langzeitdrift zufällige Abweichungen erzeugt.

Rauschen wird in der Fachliteratur nur als Störgröße mit breitem unspezifischem Frequenzspektrum beschrieben, für die sich keine zeitliche Gesetzmäßigkeit angeben lässt. Für eine langsame Langzeitdrift zufälliger Art im Frequenzbereich unter 0,1 Hz, für die sich ein Einfluss auf die Kenngröße zeitlich beobachten lassen müsste, muss sich neben einer steigenden Tendenz später oder an einem anderen Individuum eine fallende Tendenz finden lassen. Dagegen ist für Alterung kennzeichnend, dass sie einseitig zeitlich als irreversibler Prozess fortschreitet, für dessen Verlauf sich im einfachen Fall eine Geschwindigkeit angeben lässt oder eventuell eine Lebensdauer (z. B. bei einer Spannbetonbrücke). In den nachfolgenden Anwendungen ist eine Einheitlichkeit im Sprachgebrauch zur Trennung von zufälliger und gerichteter Drift in Langzeitdrift und Alterung nicht erkennbar.
Nicht festgelegt ist, ob es sich bei Langzeitdrift und Alterung um einen Vorgang oder eine physikalische Größe handeln soll. Auch zu den quantitativen Angaben gibt es keine Einheitlichkeit, wofür sie stehen.

## Anwendungen
Für Prozessmess-, -steuer- und -regelgeräte gibt es für die Langzeitdrift eine Vorschrift, wie sie zu ermitteln ist. Demnach ist das Gerät für 30 Tage bei einem festgelegten konstanten Eingangssignal zu betreiben. Dabei soll darauf geachtet werden, dass „Änderungen auf Grund der Umgebungsbedingungen, außer durch die Zeit, die Einflüsse der Langzeitdrift nicht verdecken“. Aus den arbeitstäglich gewonnenen Messdaten ist u. a. „nachzuprüfen, ob es eine Drift in eine Richtung oder eine zufällige Drift ist.“
Für eine gängige Art von Druckmessgeräten wird eine „Langzeitstabilität“ definiert als Maß für den binnen einen Jahres auftretenden Mangel an Langzeitstabilität bei Referenzbedingungen. In einem zugehörigen Diagramm ist die Langzeitstabilität einseitig gerichtet als ein stabiler Endwert eingezeichnet, der nach weniger als zwei Jahren erreicht wird. Ab welchem Anfangsereignis diese Zeit gezählt wird, bleibt offen.
Für das Langzeitverhalten von Widerstandsthermometern wird das Driften angegeben, welches vor allem durch die Entstehung von mechanischen Spannungen bei Temperatur- und Temperaturwechselbelastung hervorgerufen wird.
Zu Referenzspannungsquellen wird in (englischsprachigen) Datenblättern die „Long-Term Stability“ oder „Long-Term Drift of Output Voltage“ angegeben. Diese Bezeichnungen werden im Allgemeinen nicht definiert, und wenn, dann als {\displaystyle \Delta V_{Z}/\Delta {\text{Time}}} oder als {\displaystyle \Delta V_{\mathrm {out} }} in einer gegebenen Zeitspanne. Beide Angaben sind nicht aussagekräftig, weil die Langzeitdrift laut verschiedener Datenblätter einen logarithmischen Verlauf hat. Nach tausend Stunden ist die Drift auf etwa ein Drittel abgesunken; nach dreifacher Dauer hat sich die Spannungsänderung auf das 1,5-Fache erhöht. Richtwerte werden deshalb häufig in Bezug auf die Wurzel aus der Zeit angegeben in der Einheit {\displaystyle \mathrm {ppm/{\sqrt {kHr}}} } (eins zu einer Million pro Wurzel aus tausend Stunden). Eine Anfangsdrift wird vor allem mit dem Abbau mechanischer Spannungen aus dem Herstellprozess erklärt; diese vermindert sich relativ schnell. Die Langzeitdrift wird mit elektrischen Veränderungen der Schaltkreisbestandteile erklärt, oft zurückgeführt auf Alterung. Eine weitere Langzeitdrift ergibt sich laut verschiedener Datenblätter durch mechanische Spannungen infolge der Montage des Bauelementes auf der Grundplatine.
Auto-Zero-Verstärker sollten durch ihre selbsttätige Korrektur keine Wanderung ihres Nullpunktes haben. Soweit dennoch eine „Long Term Offset Voltage Drift“ angegeben wird, dann in der Einheit {\displaystyle \mathrm {nV/{\sqrt {mo}}} } (Nanovolt pro Wurzel aus Monat). Dabei handelt es sich vermutlich um durch den Selbstabgleich nicht erfassbare elektrische Veränderungen, wie sie von den Referenzspannungsquellen bekannt sind.
Über die Offsetspannung bei herkömmlichen Operationsverstärkern wird in der Literatur berichtet mit einer Angabe der Langzeitdrift in der Einheit Mikrovolt pro Monat (in der Frühzeit der Halbleiter-Typen auch in Datenblättern „drift vs. time“ in Mikrovolt pro Woche).